# Jan Frodeno
Jan Frodeno (født 18. august 1981 i Köln) er en tysk triatlet, som vandt guld ved de OL 2008 i Beijing, og som er indehaver af verdensrekorden i ironman.

## Karriere
Frodeno voksede op i Sydafrika, og som 15-årig begyndte han med svømning, hvilket han brugte som springbræt til i 2000 at begynde at dyrke triatlon.
I 2002 kvalificerede Frodeno sig til en plads på det tyske landshold, og i 2004 vandt han sølv ved U/23-VM. I 2006 var han med til at sikre landsholdet VM-sølv i holdkonkurrencen, og han blev tysk mester i 2007.
Han var ikke blevet spået nogen rolle ved OL i 2008. Her var den regerende verdensmester, spanieren Javier Gómez favoritten, men han lå omkring tiendepladsen sammen med OL-mesteren fra 2000, canadieren Simon Whitfield, newzealænderen Bevan Docherty. sølvvinder fra OL 2004, samt overraskende Frodeno ved skiftet fra cykling til løb. De fulgtes ad frem i feltet, og mod slutningen blev det en kamp mellem Whitfield og Frodeno, som sidstnævnte vandt med en hård sprint på opløbsstrækningen, så han vandt guld i tiden 1.48.53,28 timer, mens Whitfield fik sølv, fem sekunder efter, og Docherty hentede bronze, otte sekunder foran Gómez.
Efter OL-guldet var han for alvor en del af den absolutte verdenselite, og skønt han ikke helt levede op til guldet ved Sommer-OL 2012 i London, hvor han blev nummer seks, cirka et minut efter vinderen, har han seks podieplaceringer i ironmankonkurrencer mellem 2014 og 2019, deraf fire sejre, han har tre verdensmesterskaber (2015, 2016 og 2019) efter en tredjeplads i 2014, og han har vundet to verdensmesterskaber på halv distance (2015 og 2018). Han satte verdensrekord på fuld ironman-distance i 2016 med tiden 7.35.39 timer, en rekord han forbedrede i 2021 til 7.27.53 timer i en match mod canadieren Lionel Sanders.
Frodeno har modtaget flere priser, heriblandt Tysklands fornemste idrætspris, Silbernes Lorbeerblatt, som han fik i 2008 efter OL-guldet.

## Privatliv
Frodeno er gift med den australske tidligere triatlet, Emma Snowsill, der vandt kvindernes udgave af triatlon ved OL 2008. Parret har to børn sammen, bor i spanske Girona, hvor de driver et hotel med café.